# Provinciale weg 571
De provinciale weg 571 (N571) is een voormalige provinciale weg in de Nederlandse provincie Limburg. Het betreft de huidige gemeentelijke weg van Echt via Sint Joost en Montfort naar Sint Odiliënberg. De weg had een lengte van 8,9 kilometer en bestond uit de volgende straten:
- Echt: de verbindende weg tussen de N276 en Hingen (Echterstraat, Sint Joosterstraat) is altijd een  gemeentelijke weg geweest en heeft officieel nooit een wegnummer gedragen
- Sint Joost: Hingenderstraat, Schrevenhofsweg
- Montfort: Huysbongerdweg, Waarderweg
- Sint Odiliënberg: Waarderweg, Linnerweg, Hagelkruisweg, Sint Odiliastraat, Pastoor Siebenstraat (na afsluiting van deze weg de Bernhardlaan)

In Sint Odiliënberg sloot de weg aan op de N293 van Roermond naar Heinsberg. Het wegnummer werd enkel administratief gebruikt en werd dus niet aangegeven op de bewegwijzering.
De volledige N571 is in 2003 van de provincie overgedragen aan de desbetreffende gemeenten; dat waren destijds de gemeenten Ambt Montfort (nu Roerdalen) en Echt-Susteren. Hiermee is het wegnummer officieel verdwenen.
N62 · N69 · N251 · N252 · N253 · N254 · N255 · N256/A256 · N257 · N258 · N260 · N261 · N262 · N263 · N264 · N266 · N267 · N268 · N269 · N270/A270 · N271 · N272 · N273 · N274 · N275 · N276 · N277 · N278 · N279 · N280 · N281 · N282 · N283 · N284 · N285 · N286 · N287 · N288 · N289 · N290 · N291 · N292 · N293 · N294 · N295 · N296 · N296n · N297 · N298 · N300 · N321 · N322 · N324 · N329 · N389 · N394 · N395 · N396 · N397

N556 · N562 · N564 · N570 · N572 · N590 · N595 · N598 · N601 · N602 · N605 · N607 · N612 · N613 · N615 · N616 · N617 · N618 · N620 · N622 · N625 · N629 · N631 · N632 · N637 · N638 · N639 · N640 · N641 · N651 · N652 · N653 · N654 · N655 · N656 · N658 · N659 · N660 · N661 · N662 · N663 · N664 · N665 · N666 · N667 · N668 · N669 · N670 · N671 · N673 · N674 · N675 · N676 · N682 · N683 · N686 · N689 · N690 · N831 · N843

Voormalige provinciale wegen: N299 · N551 · N552 · N553 · N554 · N555 · N560 · N561 · N563 · N565 · N566 · N567 · N568 · N571 · N574 · N580 · N581 · N582 · N583 · N584 · N585 · N586 · N587 · N588 · N589 · N591 · N592 · N593 · N594 · N596 · N597 · N603 · N604 · N606 · N608 · N610 · N611 · N614 · N619 · N621 · N623 · N624 · N626 · N628 · N630 · N634 · N642 · N657